# Milánói királyi palota

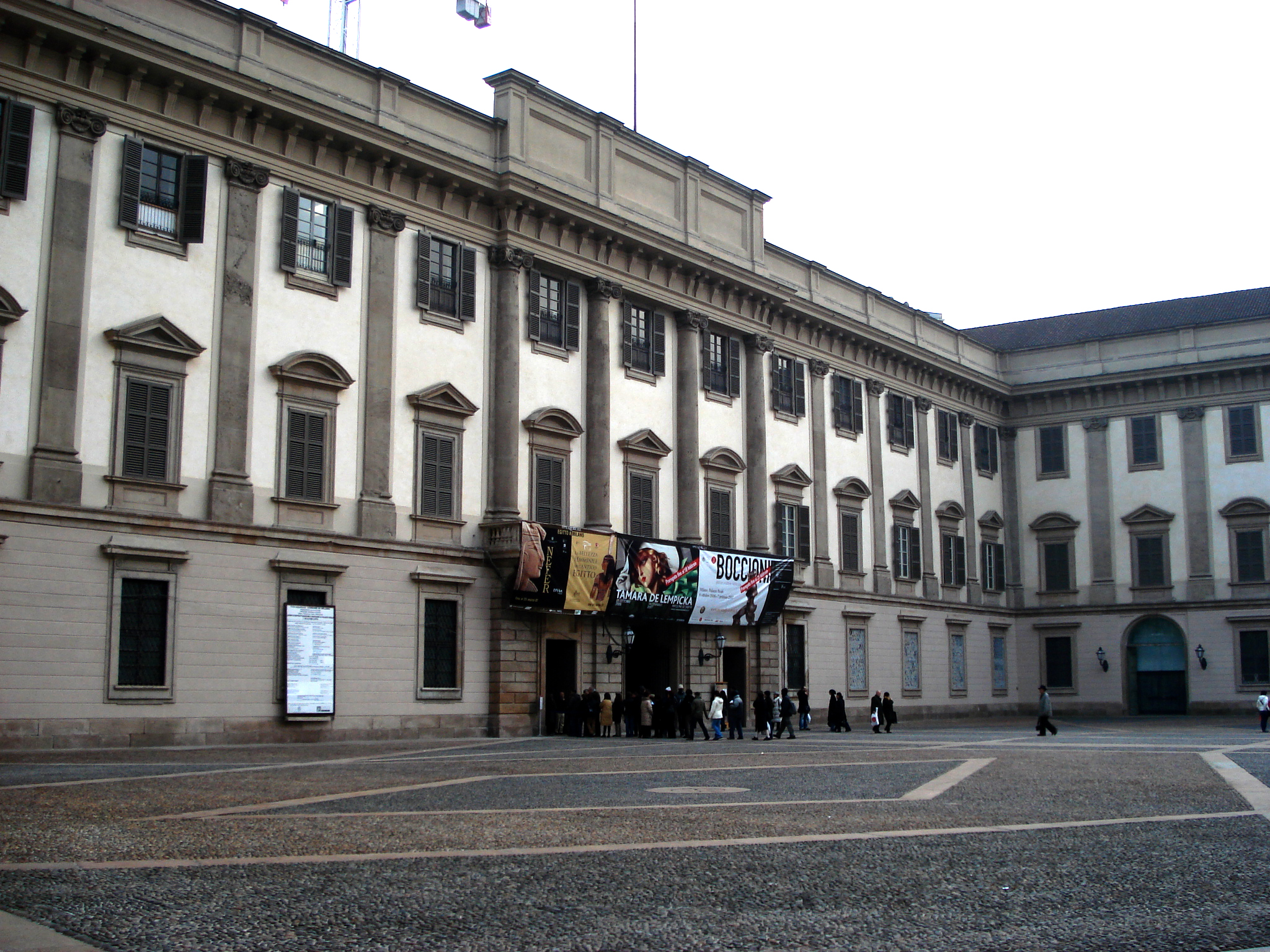
A királyi palota dóm felé néző homlokzata

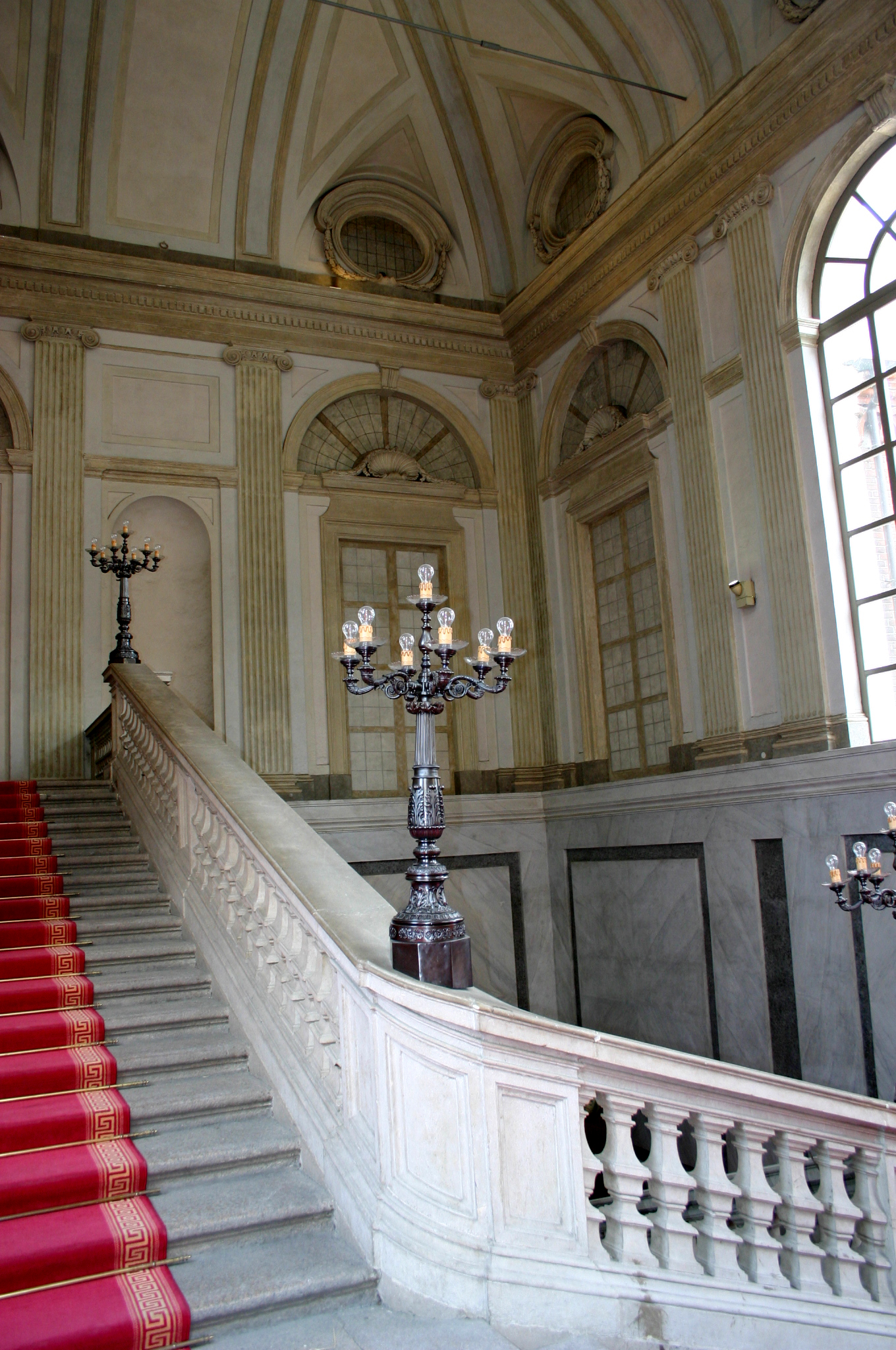
A palota díszlépcsője

A milánói királyi palota (olaszul: Palazzo Reale) a Milánói Hercegség uralkodóinak egyik székhelye volt. Napjainkban a dóm múzeumának és egy konferenciaközpontnak ad otthont.

## Története
A palota klasszicista stílusban épült két oldalszárnnyal. Eredetileg 1138-tól bírósági épület, a Palazzo Broletto Vecchio állt a helyén, mely 1311-ben a Visconti-család birtokába került. Azzone Visconti 1330-1336 között a hercegi udvar számára lebontatta és palotát építtetett. Ebből az épületből ma csak néhány faldarab maradt fenn. 1386-ban, amikor elkezdték a dóm építését, a palota egy részét elbontották. Mivel a Sforzák saját udvartartásuk számára a Castello Sforzescót használták a város nyugati végében, a palota, mely ekkor a Palazzo di Corte Vecchia nevet viselte, elveszítette jelentőségét. Egy időben színház is működött benne, itt tartották a 18. században az első milánói operaelőadást. Mai formáját 1771-1778 között nyerte el, amikor Habsburg Ferdinánd székhelye lett. A klasszicista épületet Piermarini tervei alapján építették fel. A palotában szállt meg Napoléon Bonaparte tábornok is, amikor 1796-ban bevonult a városba. 1861-ben az egyesült Olasz Királyság létrejöttekor a korona birtokába került. A királyság felszámolása után a város birtokába került, ekkor költözött be a dóm múzeuma. A második világháborúban súlyos bombatámadás érte, de 1953-ban újjáépítették.

## San Gottardo-templom
A palota épülettömbjéhez tartozik, egykoron királyi kápolna volt. A Viscontiak építették 1336 körül Francesco Pecorari tervei alapján. A palota átépítésével egyidőben az eredetileg gótikus stílusú templom klasszicista külsőt kapott. A templom ékessége Azzone Visconti síremléke, melyet Giovanni Balduccio faragott, valamint néhány Giotto-freskó részlete, melyek eredetileg a harangtornyot díszítették.